# 上野村乗合タクシー
上野村乗合タクシー（うえのむらのりあいタクシー）は、群馬県多野郡上野村のコミュニティバス（乗合タクシー）である。奥多野交通が受託している。

## 現行路線
- 富岡総合病院 - 富岡高校前 - 道の駅しもにた（下仁田高速バス乗り場） - 上信電鉄下仁田駅前 - 上野村ふれあい館

## 運賃
- 区間制